# Поперняк Анатолій Никифорович
Анатолій Никифорович Поперняк (25 липня 1936, місто Артемівськ, тепер Красноярського краю, Російська Федерація — 8 квітня 2018, місто Хмельницький) — український радянський і компартійний діяч, голова виконавчого комітету Хмельницької обласної Ради народних депутатів. Депутат Верховної Ради УРСР 10—11-го скликань (у 1982—1990 роках). Народний депутат України 1-го скликання. Член Ревізійної Комісії КПУ у 1981—1986 роках. Кандидат у члени ЦК КПУ в 1986—1990 рр. Член ЦК КПУ у 1990—1991 роках.

## Біографія
Народився в родині службовців. У 1951—1955 роках навчався у Одеському автомобільно-шляховому технікумі. Закінчивши у 1955 році технікум, працював техніком-механіком ремонтних майстерень машинно-шляхової станції у селі Варна Челябінської області РРФСР.
З 1955 по 1958 рік — у Радянській армії. У 1958—1963 роках навчався у Одеському політехнічному інституті (інженер-механік), потім закінчив Вищу партійну школу при ЦК КПРС.
Член КПРС з 1960 року.
У 1963—1964 роках — змінний майстер, начальник дільниці Одеського заводу важкого кранобудування імені Січневого повстання.
З 1964 року — на відповідальній партійній роботі: інструктор, завідувач відділу, 2-й секретар Іллічівського районного комітету КПУ міста Одеси.
У 1970—1971 роках — голова виконавчого комітету Іллічівської районної ради депутатів трудящих міста Одеси.
У 1971—1975 роках — 1-й секретар Іллічівського районного комітету КПУ міста Одеси.
У 1975—1978 роках — інспектор ЦК КПУ.
З 28 вересня 1978 по 17 жовтня 1980 року — секретар Хмельницького обласного комітету КПУ.
17 жовтня 1980 — 4 листопада 1982 року — 2-й секретар Хмельницького обласного комітету КПУ.
20 жовтня 1982 — квітень 1990 року — голова виконавчого комітету Хмельницької обласної Ради народних депутатів. З 6 квітня 1990 по 12 лютого 1991 року — голова Хмельницької обласної Ради народних депутатів. З лютого 1991 року — заступник голови виконавчого комітету Хмельницької обласної Ради народних депутатів (на громадських засадах).
З 1994 року — начальник управління магістральних автошляхів № 6 концерну «Укршляхбуд».
Потім — на пенсії в місті Хмельницькому.

## Нагороди
- два ордени Трудового Червоного Прапора;
- орден «Знак Пошани»;
- Почесна грамота Президії Верховної Ради Української РСР (24.07.1986);
- медалі.